# El Conchal, Sinaloa
El Conchal är en ort i Mexiko.   Den ligger i kommunen Culiacán och delstaten Sinaloa, i den västra delen av landet, 1 000 km nordväst om huvudstaden Mexico City. El Conchal ligger 3 meter över havet och antalet invånare är 507.
Terrängen runt El Conchal är mycket platt. Havet är nära El Conchal åt sydväst. Runt El Conchal är det ganska tätbefolkat, med 155 invånare per kvadratkilometer. Närmaste större samhälle är El Rosario, 14,9 km öster om El Conchal. Trakten runt El Conchal består till största delen av jordbruksmark.